# The Texas Chainsaw Massacre (2003)
The Texas Chainsaw Massacre är en amerikansk skräckfilm/slasher som hade biopremiär i USA den 17 oktober 2003. Filmen är en remake på Motorsågsmassakern från 1974. Filmen är regisserad av Marcus Nispel och producerad av Michael Bay. Filmen är en av många remakes från Michael Bays filmbolag Platinum Dunes, som även gjorde nyinspelningarna av The Amityville Horror, The Hitcher, Friday the 13th och A Nightmare on Elm Street.

## Handling
Året är 1973. Fem ungdomar åker i en skåpbil väg mot en Lynyrd Skynyrd-konsert i Dallas. En stor del av vägen från Mexiko genom Texas består av landsbygd. Under bilfärden ser ungdomarna en skadad flicka promenera längs vägkanten. De stannar bilen och plockar upp henne för att föra henne till hjälp. Den skadade flickan har ett apatiskt beteende och svarar inte på frågor som ungdomarna ställer. Plötsligt får hon ett utbrott och tar sedan livet av sig. De fem ungdomarna beslutar sig för att leta efter hjälp och rapportera dödsfallet av flickan de precis plockat upp. De hittar ett fik längs vägen och ber om hjälp att ringa efter polisen. Damen vid kassan ringer, men säger efter samtalet att den lokala sheriffen inte kan ta sig till stora vägen. Ungdomarna ska därför möta honom längre in i landsbygden vid en byggnad. När de väl hittat byggnaden börjar underliga saker ske under väntetiden och det verkar som om människorna de möter döljer något. Under tiden sitter Thomas Brown Hewitt i en källare i närheten och väntar på att få använda sina tillhörigheter som kommer att bli en mardröm för de fem ungdomarna.

## Rollista
| Jessica Biel      | – Erin                              |
| Jonathan Tucker   | – Morgan                            |
| Erica Leerhsen    | – Pepper                            |
| Mike Vogel        | – Andy                              |
| Eric Balfour      | – Kemper                            |
| Andrew Bryniarski | – Thomas Brown Hewitt (Leatherface) |
| R. Lee Ermey      | – Hoyt, sheriff                     |
| David Dorfman     | – Jedidiah                          |

## Övrigt
- Både Dolph Lundgren och Gunnar Hansen (original Leatherface) var seriösa alternativ till och blev tillfrågade att spela rollen som Thomas Brown Hewitt (Leatherface) men båda avböjde.[källa behövs]

### Fotnoter
1. ↑  ”The Texas Chainsaw Massacre” (på engelska). Box Office Mojo. 17 oktober 2003. http://www.boxofficemojo.com/movies/?id=tcm03.htm. Läst 9 september 2016.